# Model United Nations

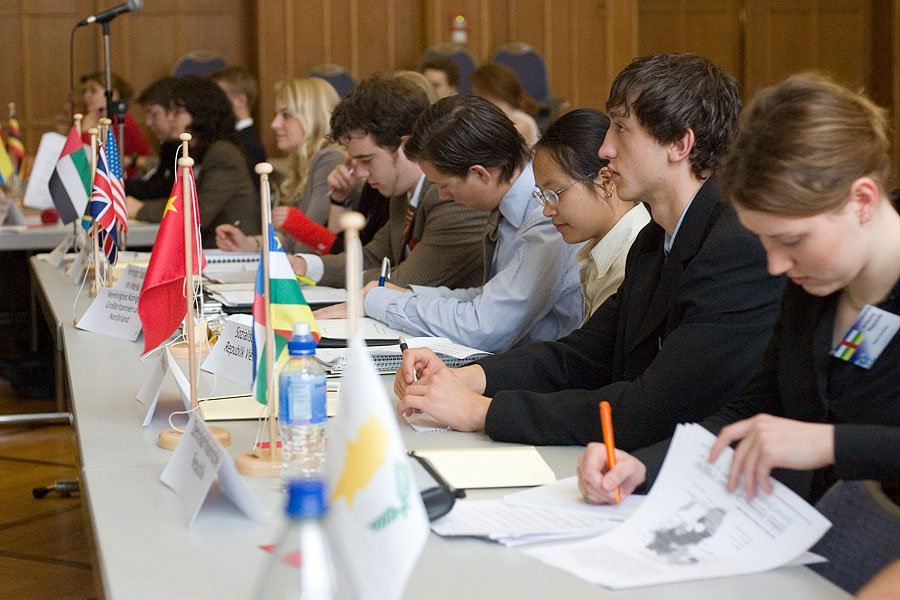
En Model United Nations-konferens i tyska Stuttgart.

Model United Nations, Model UN/MUN eller FN-rollspel är en simulering av FN som syftar till att utbilda deltagarna i effektiv kommunikation, globalisering och multilateral diplomati. I Model UN tar studenter roller som utländska diplomater och deltar i en simulerad session av en mellanstatlig organisation. Deltagarna undersöker ett land, lever sig in i rollen att representera landet, undersöker internationella problem, debatterar, konsulterar och bildar allianser för att till sist komma med en lösning på det aktuella problemet utifrån sitt tilldelade lands perspektiv och värderingar.
MUN:s organiseras över hela världen och det finns olika konferenser för olika åldersgrupper, det arrangeras för såväl gymnasie- som universitetsstudenter. På gymnasienivå arrangeras både nationella och internationella FN-rollspel, de största årliga konferenserna är exempelvis SweMUN och MUNOS. Många gymnasieskolor i Sverige arrangerar även rollspel i mindre format. På universitetsnivå i Sverige arrangeras exempelvis Stockholm MUN och Uppsala MUN men också flera andra. Ett par exempel av de MUN:s som arrangeras på andra platser runt om i världen är Harvard National MUN i Boston, USA, London School of Economics MUN i London, Storbritannien och Nordic MUN som är ett nordiskt samarbete där de olika nordiska länderna turas om att organisera konferensen. Dessa är bara ett fåtal av de MUN:s som årligen organiseras och en av de största MUNS är World MUN som organiseras på olika platser varje år.

## Stockholm Model United Nations
Stockholm Model United Nations (SMUN) är ett samarbete mellan Stockholms universitet och Handelshögskolan i Stockholm, konferenserna hålls på endera universitet. År 2004 inleddes Stockholm Model United Nations med cirka 50 deltagare. Idag deltar cirka 150-200 utvalda delegater på den årliga höstkonferensen, ofta i tre till fyra kommittéer. delegaterna är svenska, utbytes och internationella studenter.
Beskyddare för SMUN är Ambassadör Jan Eliasson, bl.a. fd. Ordförande för FN:s Generalförsamlings 60:e session, Svensk Utrikesminister, Generalsekreterarens Speciella Sändebud till Darfur samt vice generalsekreterare för FN.
Stockholm Model United Nations 2013 kommer att hållas den 14-17 november med inriktning mot mänskliga rättigheter, nationell suveränitet och R2P.
Tidigare SMUN konferenser, teman och kommittéer samt öppningstalare;
2004 - Darfur - Säkerhetsrådet
2005 - Irans kärnvapenprogram - 2st Säkerhetsråd - Generaldirektör för Folke Bernadotteakademin, Ambassadör Michael Sahlin
2006 - Afrikas Horn - Säkerhetsrådet, African Union - SMUN:s Beskyddare, Ambassadör Jan Eliasson
2007 - Kosovo - Säkerhetsrådet, Economic and Social Council, European Union Political and Security Committee - Ambassadör Hans Corell
2008 - Climate Change - Säkerhetsrådet (Water Scarcity, Middle East), FAO (Food Security and Bio Fuels), OSCE (Energy and Security) - Ambassadör Hans Blix.
2009 -
2010 - Transnational Organized Crime - The Security Council, The Economic and Social Council and The Human Rights Council. Keynote Speaker: Jan Mårtenson
2011 - Peace and Security in North Africa and The Middle East - The Security Council, The Economic and Social Council and the Human Rights Council.
2012 - Creating Opportunities in sub-Saharan Africa - The Security Council, The Economic and Social Council and the Historical Security Council. Keynote speaker: Lennart Aspegren
2013 - National Sovereignty, Responsibility to Protect and Human Rights - The Security Council, The Historical Security Council, The Economical and Social Council, The Human Rights Council.
SMUN är en "non-profit" organisation vars verksamhet drivs med medel från stiftelser och tack vare sponsring. Samtliga i arrangörs teamet agerar på ideell basis.

## Sweden Model United Nations
Sweden Model United Nations (SweMUN) är ett årligt nationellt FN-rollspel för gymnasieelever som arrangeras av Svenska FN-förbundet och en FN-skola.
Ungdomskonferensen är öppen för gymnasieelever som är intresserade av globala frågor. Parallellt med SweMUN arrangerades även ett lärarseminarium för medföljande lärare. Under det första SweMUN år 2012 var temat mänskliga rättigheter. 150 delegater deltog på konferensen som ägde rum på Söderportgymnasiet i Kristianstad den 27-29 november.
År 2014 arrangeras det andra årliga FN-rollspelet i Söderköping den 1-3 april. Temat var fred, säkerhet och nedrustning för att uppmärksamma Sveriges 200 år av fred. Deltagarna arbetade i tre utskott och i generalförsamlingen. Frågorna som diskuteras är bland annat sexuellt våld i konflikt, massövervakning i jakt på terrorister, barnsoldater och fattigdomsbekämpning. Margot Wallström var en av talarna som var med under öppningsceremonin. Lärarseminariet handlade om internationell konflikthantering.

## Model United Nations of Sweden
Model United Nations of Sweden (MUN of Sweden eller MUNOS) är en årlig internationell FN-konferens som arrangeras av Malmö Borgarskola.
Vid den första konferensen som hölls i maj 2013, närvarade gäster från Sverige, Danmark, Norge, Tyskland och Frankrike. Öppningsceremonin ägde rum på Malmö Rådhus med gästtalare såsom Kanadas ambassadör i Köpenhamn, André François Giroux, ordförande i Malmös kommunfullmäktige, Kent Andersson och generalsekreterare för Star for Life, Sam Olofsson.
MUNOS eftersträvar att erbjuda sina gäster en välstrukturerad och saklig simulering av internationell diplomati där deltagare diskuterar aktuella konflikter. Förhandlingar och debater sker dels i mindre kommittéer men även större forum såsom Säkerhetsrådet och Generalförsamling där hypotetiska lösningar på problemen frambringas.
Initiativet för MUN of Sweden togs av eleverna Puya Nedadahandeh och Samuel Olsson, som tillsammans organiserade den första konferensen.

## Uppsala Model United Nations
Uppsala Model United Nations (UMUN) är ett samarbete mellan Utrikespolitiska föreningen i Uppsala och Uppsalas FN förening, och konferenserna hålls på Uppsala universitet. Konferensens delegater är studenter från såväl svenska som utländska universitet och både utbytesstudenter och internationella studenter deltar. Konferensen genomfördes för första gången i mitten av 1990-talet och sedan 2007 återkommer den årligen. Upplägget varierar och varje år har ett specifikt tema.
UMUN har som mål att arrangera autentiska FN-konferenser på universitetsnivå. Idén är att de cirka 100 deltagarna får en ökad förståelse för och kunskap om FN:s arbete, olika kulturer, internationell politik, effektiv kommunikation samt konfliktlösning. Nästa konferens kommer att hållas 28 februari till 3 mars 2013.
UMUN är en "non-profit" organisation vars verksamhet drivs med medel från stiftelser och tack vare sponsring, konferensen planeras och genomförs på ideell basis av studenter.